# Athyroglossa nitida
Athyroglossa nitida är en tvåvingeart som beskrevs av Samuel Wendell Williston  1896. Athyroglossa nitida ingår i släktet Athyroglossa och familjen vattenflugor. Inga underarter finns listade i Catalogue of Life.